# 草原の実験
『草原の実験』（そうげんのじっけん、原題：Испытание、英題：Test）は、2014年のロシア映画。全編にわたって台詞がひとことも無く、文字を読ませるようなショットも本の表紙ぐらいという、実景と音響のみによって語られるユニークな作品である。
2014年の第27回東京国際映画祭コンペティションにおいて、最優秀芸術貢献賞とWOWOW賞を受賞。日本では2015年9月26日から公開された。

## あらすじ
少女は草原に立つ家に父親と暮らしていた。少女は仕事に行く父親を見送った後、スクラップブックを眺めたり、トラックの荷台を掃除して過ごしていた。少女に対し、地元の少年や風来坊のロシア人の少年が好意を抱いていたが...。

## スタッフ
- 監督：アレクサンドル・コット（英語版）
- 脚本：アレクサンドル・コット
- 製作：イゴール・トルストゥノフ、セルゲイ・コズロフ、アンナ・カガルリーツカヤ
- 音楽：アレクセイ・アイギ
- 撮影：レバン・カパナーゼ
- 編集：カラリーナ・マチェーフスカ
- 美術：エドゥアルド・ガルキン
- 衣装：エドゥアルド・ガルキン
- 音響：フィリップ・ラムシーン

## キャスト
- エレーナ・アン
- ダニーラ・ラッソマーヒン
- カリーム・パカチャコーフ
- ナリンマン・ベクブラートフ・アレシェフ